# Serie A 1994-1995 (calcio a 5)
Il dodicesimo campionato italiano di calcio a 5 si svolse durante la stagione 1994/1995 con regolamento immutato rispetto alla stagione precedente nella formula per stabilire i Campioni d'Italia: girone unico a diciotto squadre, nella seconda fase il regolamento prevedeva l'ammissione delle prime due classificate della Serie A direttamente alle semifinali per il titolo, mentre le successive quattro dal 3º al 6º posto disputano due mini gironi da tre squadre, assieme ad altre due squadre uscite da due turni ad eliminazione diretta tra settima, ottava, nona e decima classificata della Serie A e le prime quattro classificate del campionato cadetto, la poule e la fase finale giocata a Roma si svolse dal 5 luglio al 13 luglio 1995, per la finale venne adottata nuovamente la formula della gara unica.
La stagione per l'ennesima volta ha come motivo portante il dominio schiacciante delle squadre laziali ed in particolare di Roma che piazza quattro sue formazioni ai primi quattro posti della regular season, e ben tre squadre su quattro nelle semifinali del Foro Italico. Identica all'anno precedente è la finale tra i bancari della BNL Calcetto ed il Torrino Sporting Club Calcio a 5, ma è la BNL di Piero Gialli ad avere la meglio con il punteggio di 3-1.

## Stagione regolare
| Pos. | Squadra             | Pt |
| ---- | ------------------- | -- |
| 1.   | Torrino             | 53 |
| 2.   | BNL Calcetto        | 49 |
| 3.   | Roma Calcio a 5     | 45 |
| 4.   | Sparta Roma         | 45 |
| 5.   | Pro Ficuzza         | 42 |
| 6.   | Città di Palermo    | 40 |
| 7.   | Delfino Cagliari    | 36 |
| 8.   | Milano BPM          | 34 |
| 9.   | Eidomedica Viterbo  | 33 |
| 10.  | Virtus Pescara      | 32 |
| 11.  | Roma RCB            | 30 |
| 12.  | Hellas Verona       | 27 |
| 13.  | Augusta             | 27 |
| 14.  | ITA Palmanova       | 26 |
| 15.  | Marino Calcetto     | 24 |
| 16.  | Teraxitalia Bologna | 24 |
| 17.  | Roma 3Z             | 23 |
| 18.  | Fiumicino           | 22 |

## Poule finale

### Primo turno
- ITCA Torino - Viterbo 5-2  (DTS)
- CUS Chieti - Delfino Cagliari  1-2
- Bari - Milano BPM 1-5
- Atletico Palermo - Polisportiva Virtus Pescara 3-5

### Secondo turno
- Milano BPM - Pescara 3-2 (DTS)
- ITCA Torino - Delfino Cagliari 5-1

### Terzo turno

#### Girone A

##### Classifica
|  | Squadra          | P.ti | V | P | S | GF | GS | DR |
|  | ---------------- | ---- | - | - | - | -- | -- | -- |
|  | Milano           | 4    | 2 | 0 | 0 | 5  | 3  | +2 |
|  | Roma             | 2    | 1 | 0 | 1 | 5  | 5  | 0  |
|  | Città di Palermo | 1    | 0 | 0 | 2 | 1  | 3  | -2 |
|  |                  |      |   |   |   |    |    |    |

##### Risultati
- Città di Palermo - Milano BMP 0-1
- Roma C5 - Città di Palermo 2-1
- Milano BMP - Roma C5 4-3

Arbitro n.1 Roberto Monti Forli'  2 Arbitro Morelli Giovanni Conselve

#### Girone B

##### Classifica
|  | Squadra     | P.ti | V | P | S | GF | GS | DR |
|  | ----------- | ---- | - | - | - | -- | -- | -- |
|  | Sparta Roma | 3    | 1 | 1 | 0 | 6  | 2  | +4 |
|  | Pro Ficuzza | 3    | 1 | 1 | 0 | 4  | 3  | +1 |
|  | Torino      | 0    | 0 | 0 | 2 | 3  | 8  | -5 |
|  |             |      |   |   |   |    |    |    |

##### Risultati
- Ivicor Ficuzza - ITCA Torino 3-2
- Sparta Roma - ITCA Torino 5-1
- Sparta Roma - Ivicor Pro Ficuzza 1-1
- Spareggio: Sparta Roma - Ivicor Pro Ficuzza 2-1

### Semifinali
- BNL Roma - Milano BPM 6-0; 6-2
- Torrino - Sparta Roma 2-2; 3-2

### Finale
- BNL Roma - Torrino 3-1

## Supercoppa italiana
La seconda edizione della Supercoppa italiana si è svolta tra il Torrino, campione d'Italia nonché detentore della Coppa Italia, e il Ladispoli, finalista di Coppa Italia, che sorprendentemente si è aggiudicato la manifestazione.